# Восточный барсук
Восто́чный барсу́к (лат. Melogale orientalis) — хищное млекопитающее семейства куньих, обитающее на островах Ява и Бали.

## Описание
Разные виды хорьковых барсуков очень похожи друг на друга. Восточный барсук особенно похож на борнейского барсука. Длина тела составляет 35—40 см, хвост длиной 16—17 см. Животные имеют относительно стройное телосложение и весят около 2-х кг. Морда длинная. Цвет шерсти верхней части тела полностью тёмно-коричневый, на брюхе шерсть светлее. Голова чёрная с белыми или жёлтыми участками.

## Образ жизни
Образ жизни восточного барсука исследован мало. Это ночные всеядные животные, населяющие леса и равнины. Чаще животные держатся на земле, но могут также хорошо взбираться на деревья.

## Подвиды
Восточный барсук рассматривался ранее как форма бирманского барсука, но в настоящее время он признан самостоятельным видом. Различают 2 подвида: М. о. orientalis из восточной Явы и Бали, а также М. о. sundaicus из западной Явы. 